# Tjocknäbbad eremit
Tjocknäbbad eremit (Phaethornis malaris) är en fågel i familjen kolibrier.

## Utseende
Tjocknäbbad eremit är en stor kolibri med en mycket lång och nedåtböjd näbb. På huvudet syns mörk kind inramad av ett ljust ögonbrynsstreck och ett ljust mustaschstreck. Liksom många andra eremiter har den vita förlängda centrala stjärtpennor. I övrigt är arten rätt färglös, med bronsfärgad rygg och gråaktig eller beige buk.

## Utbredning och systematik
Tjocknäbbad eremit delas in i sex underarter med följande utbredning:
- malaris/insolitus-gruppen
  - Phaethornis malaris malaris – förekommer i Surinam och Franska Guyana samt angränsande norra Brasilien (Amapá)
  - Phaethornis malaris insolitus – förekommer från östra Colombia till södra Venezuela och angränsande norra Brasilien
- moorei-gruppen
  - Phaethornis malaris moorei – förekommer från östra Colombia till östra Ecuador och norra Peru
  - Phaethornis malaris ochraceiventris – förekommer i nordöstra Peru och österut till Brasilien (till floden Madeira i Amazonas)
  - Phaethornis malaris bolivianus – förekommer i sydöstra Peru till Bolivia och västra Brasilien (till västra stranden av Rio Tapajós)
- Phaethornis malaris margarettae – förekommer i kustnära områden i östra Brasilien (Pernambuco till Espírito Santo)

Underarten P. m. margarettae betraktas ibland som en egen art, P. margarettae.

## Levnadssätt
Tjocknäbbad eremit är en vida spridd art i låglänta områden, vanligen under 1000 meters höjd. Där är den rätt vanlig i torrare skogar. Fågeln håller sig lågt, flygande snabbt mellan bestånd av blommor i undervegetationen.

## Status och hot
Arten har ett stort utbredningsområde, men tros minska i antal, dock inte tillräckligt kraftigt för att den ska betraktas som hotad. Internationella naturvårdsunionen IUCN listar arten som livskraftig (LC).